# Rise to the Occasion
Rise to the Occasion – dwudziesty czwarty album studyjny Sizzli, jamajskiego wykonawcy muzyki reggae i dancehall.
Płyta została wydana 30 września 2003 roku przez londyńską wytwórnię Greensleeves Records. Produkcją nagrań zajął się Donovan "Vendetta" Bennett.
25 października 2003 roku album osiągnął 10. miejsce w cotygodniowym zestawieniu najlepszych albumów reggae magazynu Billboard (ogółem był notowany na liście przez 8 tygodni).

## Lista utworów
1. "Rise to the Occasion"
2. "All Is Well"
3. "Give Me a Try"
4. "Give Praises"
5. "The One"
6. "Don't Trouble Us"
7. "I Was Born"
8. "It's Burning"
9. "Nice & Lovely"
10. "Know Yourself"
11. "In the Mood"
12. "Come On"
13. "These Are the Days"
14. "Fire Blaze"
15. "Hype"
16. "True Love"
17. "All I Need"

## Twórcy

### Muzycy
- Sizzla – wokal
- Earl "Chinna" Smith – gitara
- Shiah Coore – gitara basowa
- Paul "Teetimus" Edmund – perkusja
- Paul "Wrong Move" Crossdale – keyboard
- Nigel Staff – keyboard

### Personel
- Kevin Metcalfe – mastering
- Tony McDermott – projekt okładki